# بازیلیکا کنستانتین
بازیلیکا کنستانتین (آلمانی: Konstantinbasilika) یک کلیسا بازیلیکا در تری‌یر، آلمان است.
این کلیسا که در سال ۳۱۰ میلادی و در دوران امپراتوری روم و حکومت کنستانتین یکم ساخته شده به دلیل داشتن سالن و صحن بزرگ از دوران اروپای دوران قدیم در فهرست میراث جهانی یونسکو ثبت شده‌است، این سالن دارای ۶۷ متر طول و ۲۶٫۰۵ متر عرض است.

## نگارخانه

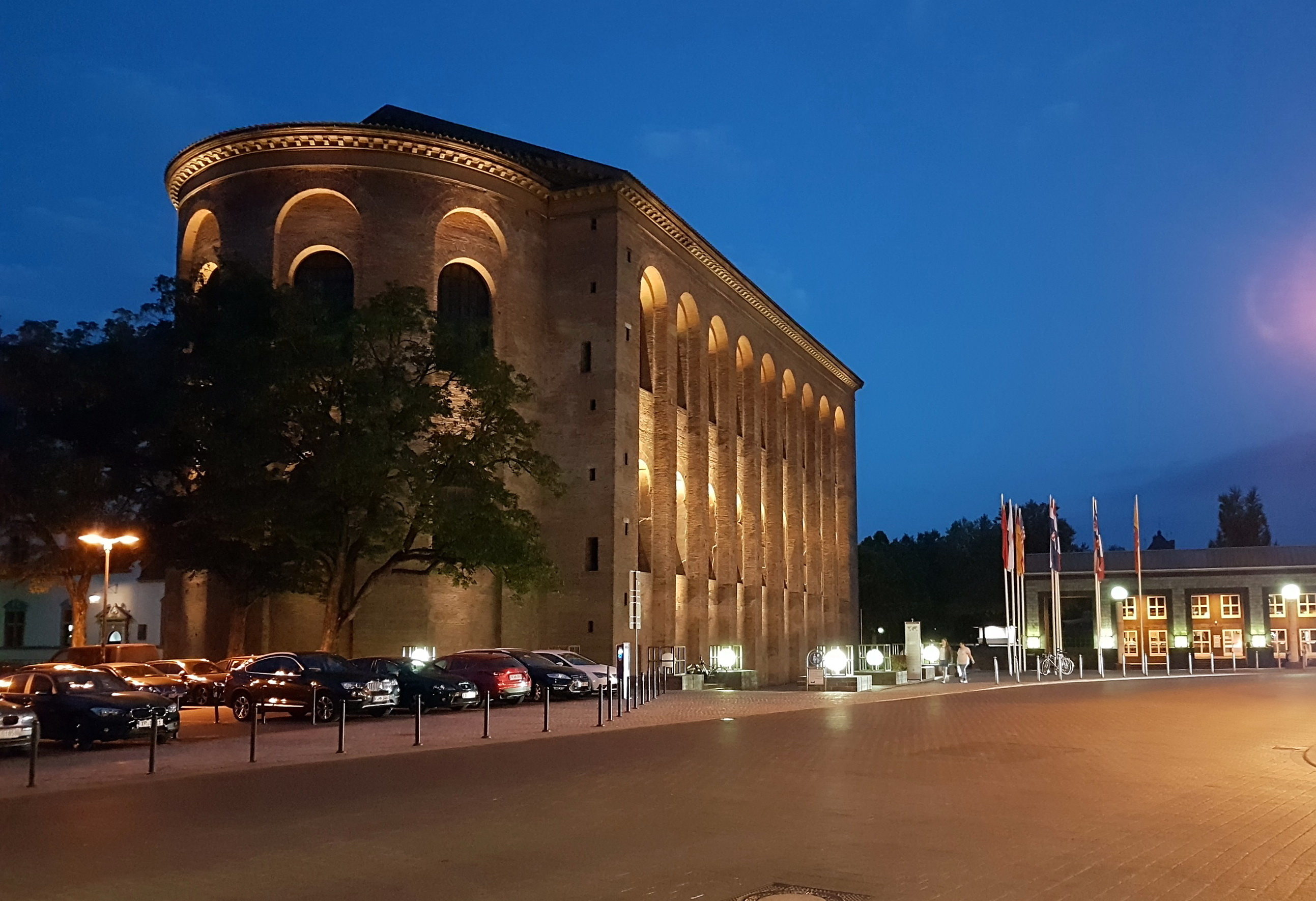
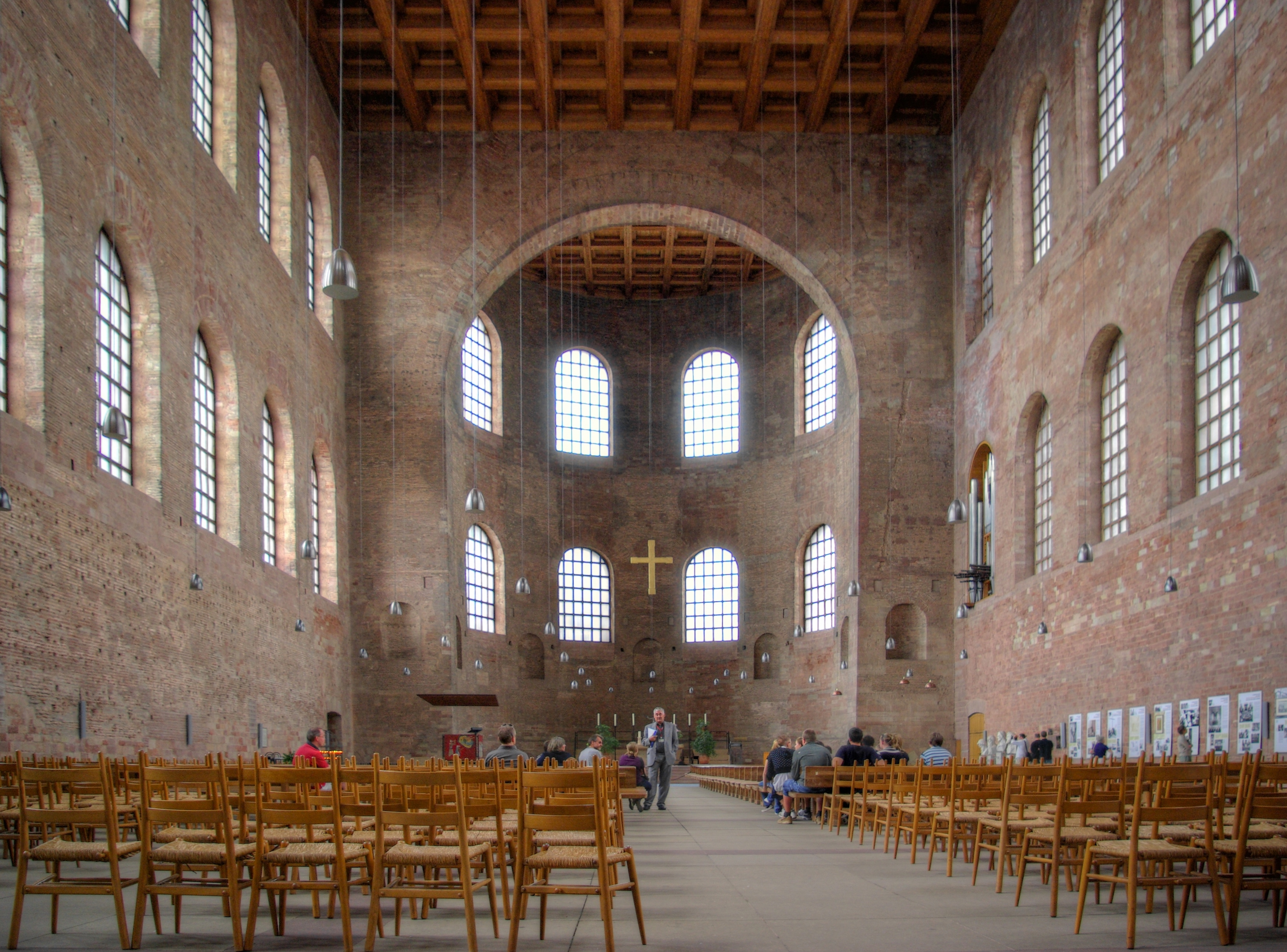
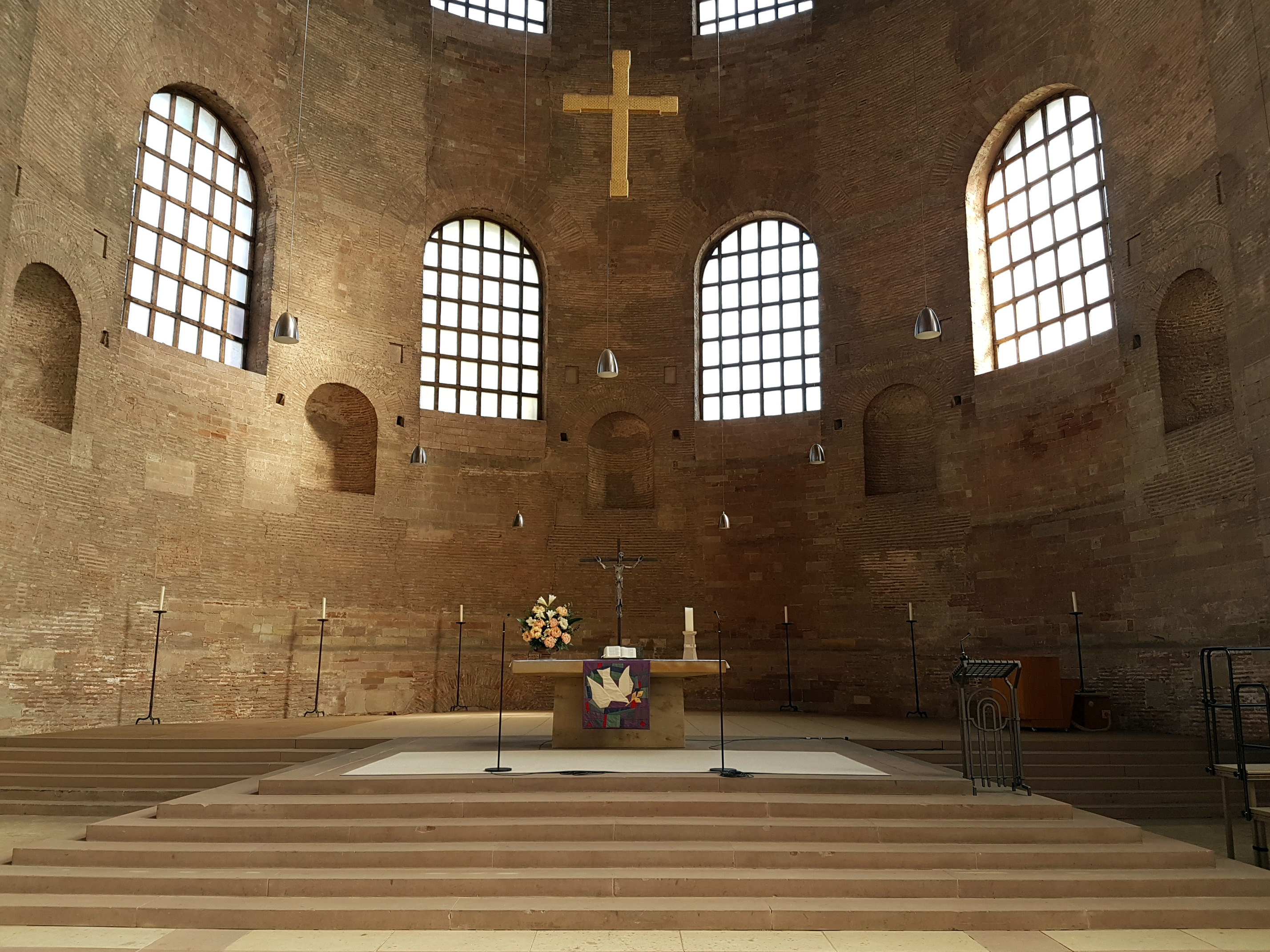
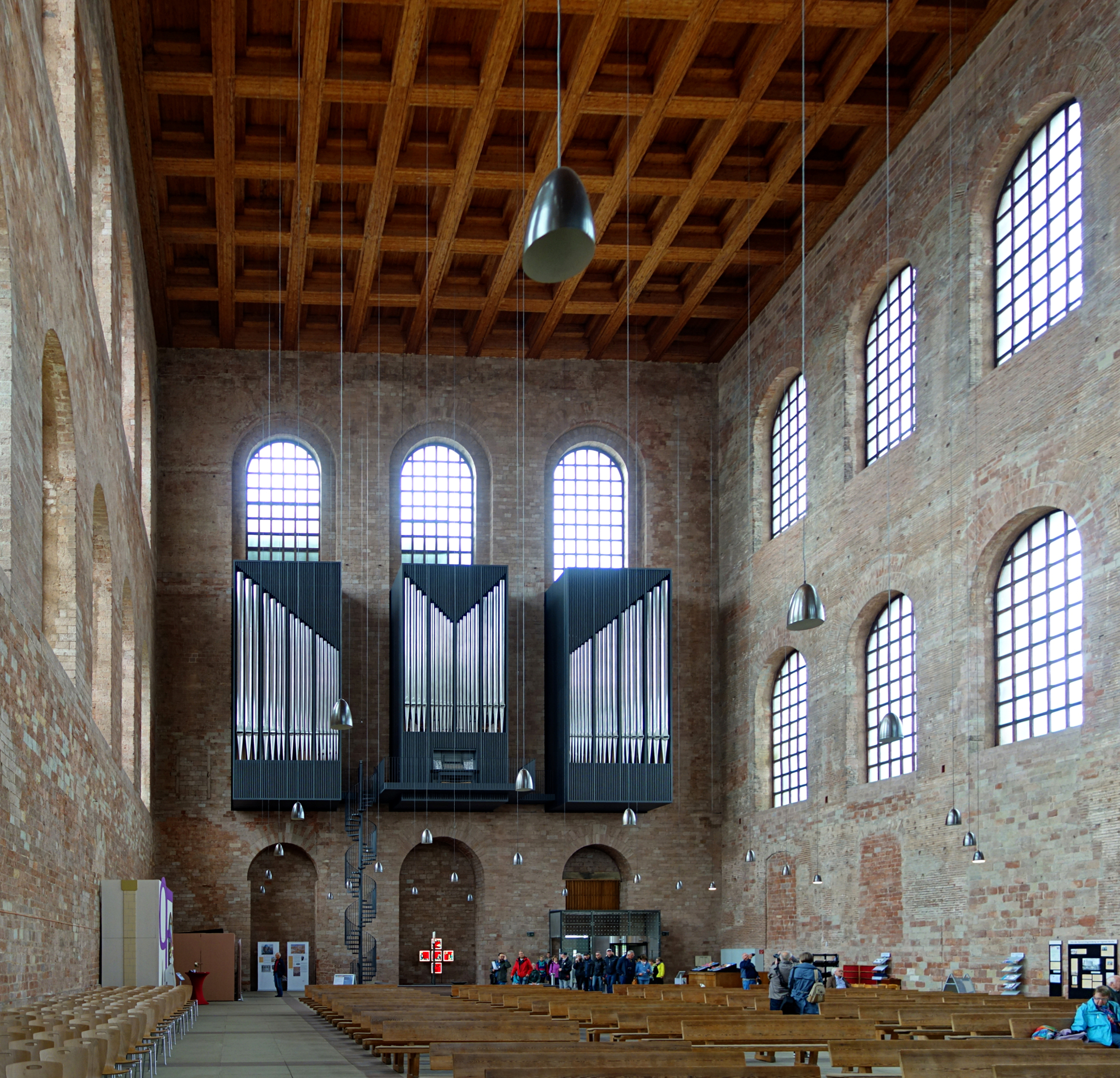